# Картопляна бабка
Картопля́на ба́бка (лит. kugelis) — традиційна білоруська страва зі смаженої картоплі під грибним соусом, прикрашена помідорами. З огляду на інгредієнти, страва є скоріше святковою, ніж щоденною. Страва є однією з численних варіацій картопляних страв. Для виготовлення страви потрібні картопля, цибуля, бекон, олія, помідори чері, для приготування соусу — печериці, сметана, молоко, сіль і зелень.

## Історія
З'явилася на Близькому Сході як святкова страва кугель на єврейському темпі. Готується у вигляді запіканки з нарізаних овочів з борошном і яйцями. Інгредієнтами зазвичай були гарбуз, кабачки, морква. У різних місцях можна додавати кріп, цибулю, часник, шпинат, кабачки або цибулю-порей.
У Білорусі рецептура зазнала значних змін, насамперед завдяки картоплі, яка стала основною складовою частиною кулі. Вважається, що ця страва з'явилася на столах білорусів, литовців та українців наприкінці XIX століття. Литовці називають її за давньою єврейською назвою — кугеліс.

## Етимологія
Бабкою традиційно називали солодкий пиріг. У поляків бабка — традиційна святкова випічка з цукатами, родзинками, горіхами, змочена в ромі та посипана цукровою пудрою.
Можливо, назва білоруської страви з картоплі іронічна — литвинська «бабка».

## Рецепт і приготування
Інгредієнти:
- картопля (4-5 штук);
- пшеничне борошно (20 г);
- цибуля (1 цибулина середнього розміру);
- бекон (30 г);
- олія або вершкове масло;
- помідори чері.

Інгредієнти для приготування соусу
- печериці (2-3 штуки);
- сметана (2 столові ложки);
- молоко (40 г);
- сіль;
- зелень.

Картоплю чистять і натирають на дрібній тертці, щоб картопляна маса не темніла, натирають до неї невелику кількість цибулі.
Співвідношення цибулі й бекону повинно складати 1 до 1. Подрібнюють цибулю і бекон: бекон нарізають більшими кубиками, а цибулю меншими. Обсмажують цибулю і бекон на попередньо розігрітій сковорідці. До картопляної маси додають борошно та 1 ложку сметани, щоб бабка вийшла пухкою. До свого смаку — сіль і перець. В отриману масу додають цибулю і бекон, все ретельно перемішують і викладають у форми для кексів. Перед тим форми змастити олією. Бабку ставити в нагріту до 180 °C духовку на 15-20 хв.
Для приготування соусу обжарюють печериці на пательні до золотистого кольору. До грибів у пательню наливають тепле молоко, додають 1 ложку сметани й трохи солі. До соусу можна додати посіченої зелені.
Соусом поливають тарілку і викладають підрум'янені в духовці бабки, зверху знову поливають соусом і прикрашають помідорами чері, попередньо розрізаючи їх на 4 частини.
Загальний час приготування страви — близько 30 хвилин.